# Collection française de bactéries associées aux plantes
 (novembre 2014).
La collection française de bactéries associées aux plantes (CIRM-CFBP) est un centre de ressources biologiques (CRB) géré par l'INRAE voué à la préservation de souches bactériennes stratégiques pour la protection des végétaux.
Elle a pour mission de :
- préserver les ressources bactériennes stratégiques pour la protection des végétaux, ainsi que les données associées ;
- rendre ces ressources disponibles pour la communauté scientifique internationale ;
- valoriser ces ressources.

La collection est hébergée à Angers (France) par l'équipe EmerSys de l'IRHS (Institut de Recherche en Horticulture et Semences).

Le CIRM-CFBP fait partie du CIRM (Centre International de Ressources Microbiennes = réseau de 5 collections de microorganismes gérées par INRAE) et de RARe (Ressources Agronomiques pour la recherche), et de MIRRI, l’infrastructure Européenne des collections de microorganismes.